# Maria Berenice Duque Heckner
 (mars 2019).
Si vous disposez d'ouvrages ou d'articles de référence ou si vous connaissez des sites web de qualité traitant du thème abordé ici, merci de compléter l'article en donnant les références utiles à sa vérifiabilité et en les liant à la section « Notes et références ».
Maria Berenice Duque Heckner, née en 1898 et morte en 1993, est une religieuse catholique colombienne. Son projet de venir en aide aux plus marginalisés de la société et d'évangéliser les milieux périphériques la poussent à quitter sa congrégation pour fonder les Petites sœurs de l'Annonciation, qui sont aujourd'hui présentes dans 15 pays. Elle est reconnue bienheureuse par l'Église catholique, avec une fête le 25 juillet.

## Biographie
Ana Julia Duque Heckner est née le 14 août 1898 à Salamina, dans la province de Caldas. Elle est la première d'une famille de 18 enfants, qui reçurent une forte éducation religieuse, puisque trois sœurs d'Ana Julia deviendront elles aussi religieuses, et un frère prêtre. En 1917, Ana Julia entre au noviciat des Sœurs de la charité dominicaines de la Présentation à Bogota. Elle fait sa profession religieuse sous le nom de sœur Maria Berenice. Enseignante dans différents collèges de la congrégation pendant 33 ans, elle est très dévouée aux enfants qui lui sont confiés, et occupe son temps libre à résoudre des cas sociaux et à venir en aide aux plus nécessiteux. 
Poussée par son sens des plus pauvres et par le désir d'évangéliser les milieux les plus pauvres, en particulier aux jeunes miséreux, aux prostituées et aux ouvriers, elle lance, le 14 mai 1943, une nouvelle communauté tendant vers ce but. Malgré des difficultés, la jeune communauté s'accroît et en 1953, elle devient une congrégation à part entière : les Sœurs de l'Annonciation.
Sous l'impulsion de Mère Maria Berenice, la congrégation travail à la promotion sociale des enfants et de la jeunesse, et fonde des garderies, des écoles et des collèges. Autre engagement : la dignité de la femme et l'insertion des plus marginalisées, notamment les prostituées. La société colombienne est à cette époque divisée en classes, mais Mère Maria Berenice et ses sœurs viennent en aide à tous, sans distinction de races ou de condition sociale. Sont également organisés des missions populaires et des mouvements composés de laïcs dans les quartiers défavorisés et les milieux ruraux, pour raviver la foi chrétienne. 
Dans chacune ses fondations ou dans ses tournées, Mère Maria Berenice propage la dévotion au Sacré-Cœur de Jésus, à l'Eucharistie et au Rosaire. Les 14 dernières années de sa vie sont marquées par la maladie. Jusqu'à sa mort elle reçut à son chevet de nombreux pauvres, notamment femmes et enfants, et ses religieuses, qui venaient prendre conseil et chercher du réconfort spirituel. Mère Maria Berenice meurt à Medellín le 25 juillet 1993.

## Béatification

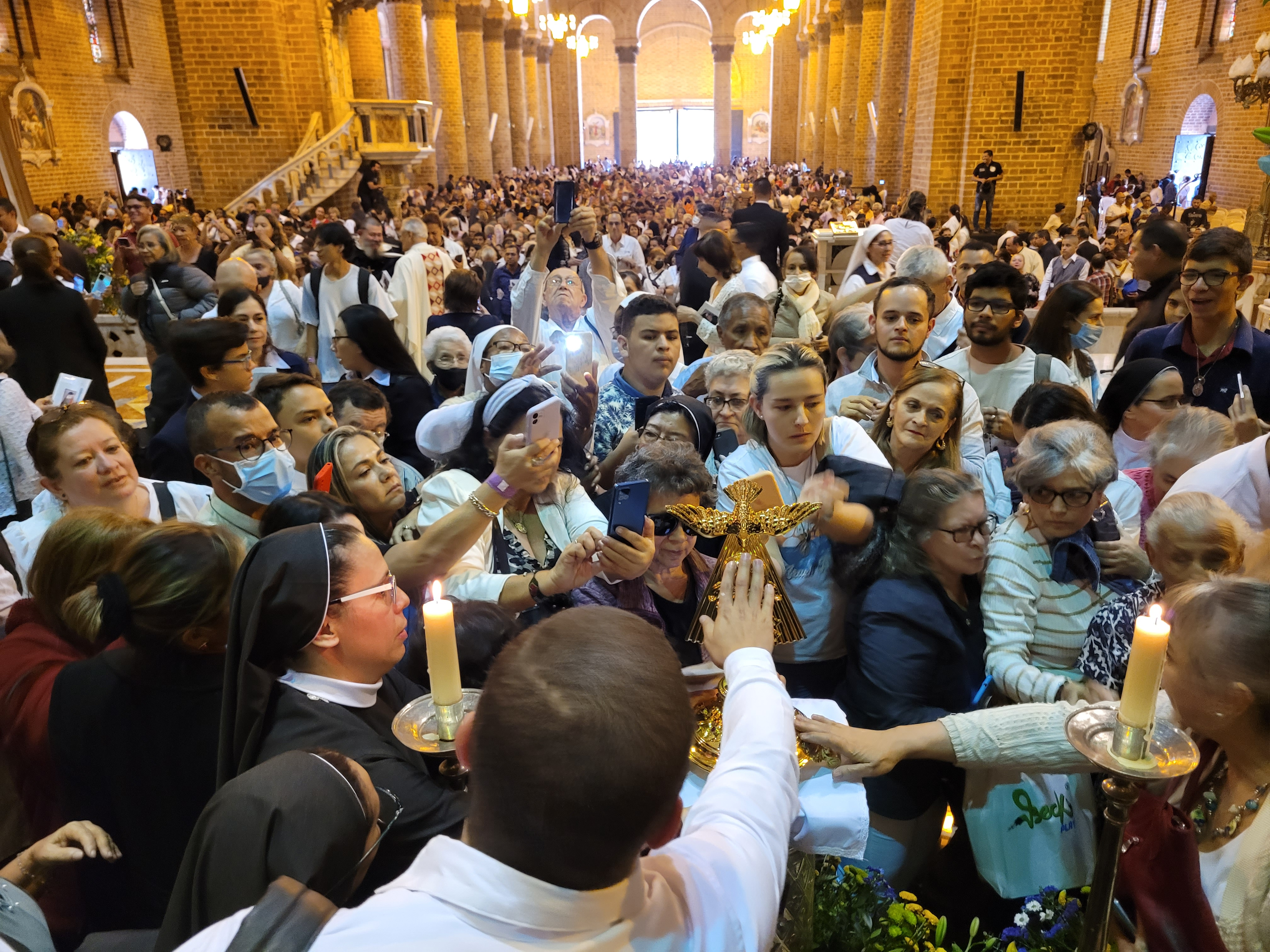
Foule touchant les reliques de la Madre Berenice, lors de sa béatification.

La cause pour la béatification et la canonisation de Mère Maria Berenice débute en 1998 à Medellín. L'enquête diocésaine se clôture en 2003, puis est envoyée à Rome pour y être étudiée par le Dicastère pour la Cause des Saints. 
À la suite de l'avis favorable des différentes commissions, le pape François procède à la reconnaissance des vertus héroïques de Mère Maria Berenice le 12 février 2019, lui attribuant ainsi le titre de vénérable.
Le 13 octobre  2021, c'est au tour de la promulgation du décret de béatification, également accordé par François.